# Arcy-Sainte-Restitue

Arcy-Sainte-Restitue este o comună în departamentul Aisne din nordul Franței. În 1 ianuarie 2022 avea o populație de 398 de locuitori.